# Ati, Ciad
Ati   este un oraș  în  partea centrală a Ciadului,  centru administrativ al regiunii  Batha. Conform unor estimări oficiale din 2010, populația orașului numără 26.600 locuitori.